# Troisième bataille du Mont Hermon
Guerre du Kippour
Batailles
- Opération Badr (1973)
- Bataille aérienne d'Ofira
- Première bataille du Mont Hermon
- Bataille de Lattaquié
- Deuxième bataille du Mont Hermon
- Bataille de Damiette (1973)
- Bataille aérienne d'El Mansoura
- Troisième bataille du Mont Hermon

La troisième bataille du Mont Hermon a été livrée dans la nuit du 21 au 22 octobre 1973, entre l'armée israélienne et l'armée syrienne sur le Mont Hermon, au cours des derniers jours de la guerre du Kippour. Dans cette bataille, baptisée « Opération Dessert » (en hébreu: מבצע קינוח, Mivtza Kinu'ah), les Forces de défense israéliennes reprennent l'avant-poste israélien capturé par des troupes syriennes le 6 octobre.